# (4228) Nemiro
(4228) Nemiro ist ein Hauptgürtelasteroid, der am 25. Juli 1968 von G. A. Plyugin und Juri A. Beljajew am Cerro El Roble-Observatorium entdeckt wurde.
Der Asteroid wurde nach Andrej Antonovich Nemiro (1909–1995), der mehr als 50 Jahre für das Pulkowo-Observatorium arbeitete, benannt.